# Altimo
Altimo (até 2004 Alfa Telecom) é uma empresa de investimentos de telecomunicações russa. A empresa, com sede em Moscovo, pertence ao grupo de Alfa Group - um conglomerado russo com investimentos em diversas áreas (não confundir com o grupo empresarial brasileiro Grupo Alfa).
Atual CEO da empresa é o empresário Alexey Reznikovich.
Altimo investe em mercados de rápido crescimento através de participações em operadores móveis de países da Comunidade dos Estados Independentes e - por exemplo - no Vietnã, Indonésia e Birmânia. A empresa mantém - entre outros - uma participação de 32,5 % na operadora russa VimpelCom (Beeline) e está disputando a maioria com a Telenor - uma empresa estatal de telecomunicações da Noruega.
A empresa também mantém  25 % da empresa de telecomunicação MegaFon, a terceira maior operadora de telefonia celular da Rússia.